# Antónis Kaloyánnis
Antónis Kaloyánnis (Kaisariani, 3 août 1935 – 11 février 2021) est un chanteur grec.

## Biographie
Il naît et grandit à Kaisariani, où il commence à travailler comme cordonnier. Sa rencontre avec le compositeur Míkis Theodorákis en 1966 va changer son existence : il devient l’un des interprètes principaux de Theodorákis et collabore par ailleurs avec de nombreux autres musiciens.
Pendant la dictature des colonels en Grèce (1967-1973), il s’exile et, avec María Farantoúri, forme un orchestre qui va donner de nombreux concerts à caractère politique, contre le régime militaire.
Antónis Kaloyánnis meurt le 11 février 2021 d’un arrêt cardiaque.

## Carrière
Antónis Kaloyánnis est l’un des principaux interprètes de chansons de Míkis Theodorákis, mais il a également chanté pour Marios Tokas, Takis Mousafiris et Argyris Kounadis. Il a également collaboré avec Vicky Moscholiou et Álkistis Protopsálti.

## Chansons célèbres
- 1991 : Χόρεψέ με (Chorepse me), d'après Dance me to the end of Love, de Leonard Cohen, traduction : Andreas Neofytidis